# 奥内塔
奥内塔（義大利語：Oneta），是意大利贝加莫省的一个市镇。总面积18平方公里，人口666人，人口密度37.0人/平方公里（2009年）。国家统计（ISTAT）代码为016148。